# Divisões administrativas em 1953
Nesta página encontrará referências aos acontecimentos directamente relacionados com a regiões administrativas ocorridos durante o ano de 1953.

## Eventos

### Portugal
- 15 de maio - Fundação da freguesia Agualva-Cacém (Portugal), tendo sido extinta em 2001.

### Brasil
- 20 de outubro - É fundada a cidade de Abadiânia, Goiás.
- 2 de dezembro - Emanipação política de Uiraúna, PB.
- 30 de dezembro
  - Emancipação do Distrito de Salto de Pirapora - SP, conforme a Lei Estadual n° 2456, de 30 de dezembro de 1953. Sendo assim desmembrada do município de Sorocaba - SP.
  - A cidade de Castilho (São Paulo), é emancipada.